# Златна-Ливада
Златна-Ливада (болг. Златна ливада) — село в Болгарии. Находится в Старозагорской области, входит в общину Чирпан. Население составляет 123 человека.

## Политическая ситуация
Златна-Ливада подчиняется непосредственно общине и не имеет своего кмета.
Кмет (мэр) общины Чирпан — Васил Георгиев Донев (коалиция: Политическое движение социал-демократов (ПДСД) и Объединённый блок труда (ОБТ)) по результатам выборов в правление общины.